# Olympische Jugend-Winterspiele 2020/Skilanglauf
Bei den III. Olympischen Jugend-Winterspielen 2020 in Lausanne fanden sechs Wettbewerbe im Skilanglauf statt. Zusätzlich nahmen die Skilangläufer zusammen mit den Athleten der Skisprungwettkämpfe und den Nordischen Kombinierern in der Nordischen Kombination in der Mixed-Staffel, Normalschanze / 4 × 3,3 km teil, da dies ein sportartenübergreifender Wettkampf war. Austragungsort war das Langlaufgebiet La Thomasette bei Le Brassus im Vallée de Joux.

## Zeitplan
| Zeitplan Skilanglauf                        | Zeitplan Skilanglauf | Zeitplan Skilanglauf | Zeitplan Skilanglauf | Zeitplan Skilanglauf |
| Wettbewerbe                                 | Januar               | Januar               | Januar               | Januar               |
| Wettbewerbe                                 | 18.                  | 19.                  | 20.                  | 21.                  |
| ------------------------------------------- | -------------------- | -------------------- | -------------------- | -------------------- |
| Jungen                                      |                      |                      |                      |                      |
| Langlauf-Cross Freistil                     |                      |                      |                      |                      |
| Sprint Freistil                             |                      |                      |                      |                      |
| 10 km klassisch                             |                      |                      |                      |                      |
| Mädchen                                     |                      |                      |                      |                      |
| Langlauf-Cross Freistil                     |                      |                      |                      |                      |
| Sprint Freistil                             |                      |                      |                      |                      |
| 5 km klassisch                              |                      |                      |                      |                      |
| Mixed                                       |                      |                      |                      |                      |
| Mixed-Staffel Normalschanze / 4 × 3,3 km 1) |                      |                      |                      |                      |
| Entscheidungen                              | 2                    | 2                    | 0                    | 2                    |

|  | Medaillenentscheidung |

## Bilanz

### Medaillenspiegel
| Platz  | Land               | Gold | Silber | Bronze | Gesamt |
| ------ | ------------------ | ---- | ------ | ------ | ------ |
| 1      | Schweden           | 2    | 2      | 3      | 7      |
| 2      | Schweiz            | 2    | 1      | –      | 3      |
| 3      | Norwegen           | 1    | 2      | 1      | 4      |
| 4      | Russland           | 1    | –      | –      | 1      |
| 5      | Deutschland        | –    | 1      | –      | 1      |
| 6      | Vereinigte Staaten | –    | –      | 2      | 2      |
| Gesamt | Gesamt             | 6    | 6      | 6      | 18     |

### Medaillengewinner
| Disziplin               | Gold                 | Silber               | Bronze                  |
| ----------------------- | -------------------- | -------------------- | ----------------------- |
| Jungen                  |                      |                      |                         |
| Langlauf-Cross Freistil | Nikolai Elde Holmboe | Edvin Anger          | Albin Åström            |
| Sprint Freistil         | Edvin Anger          | Nikolai Elde Holmboe | Aleksander Elde Holmboe |
| 10 km klassisch         | Ilja Tregubow        | Elias Keck           | Will Koch               |
| Mädchen                 |                      |                      |                         |
| Langlauf-Cross Freistil | Siri Wigger          | Märta Rosenberg      | Tove Ericsson           |
| Sprint Freistil         | Siri Wigger          | Anna Heggen          | Märta Rosenberg         |
| 5 km klassisch          | Märta Rosenberg      | Siri Wigger          | Kendall Kramer          |

## Ergebnisse

### Jungen

#### Langlauf-Cross Freistil
| Platz | Land | Athlet                  | Zeit (min) |
| ----- | ---- | ----------------------- | ---------- |
| 1     | NOR  | Nikolai Elde Holmboe    | 4:09,97    |
| 2     | SWE  | Edvin Anger             | 4:11,74    |
| 3     | SWE  | Albin Åström            | 4:13,51    |
| 4     | USA  | Will Koch               | 4:15,07    |
| 5     | RUS  | Ilja Tregubow           | 4:15,66    |
| 6     | NOR  | Aleksander Elde Holmboe | 4:16,50    |
| 7     | SUI  | Antonin Savary          | 4:21,18    |
| 8     | SLO  | Anže Gros               | 4:26,01    |
| 9     | SLO  | Jošt Mulej              | 4:35,14    |
| 10    | FIN  | Alexander Ståhlberg     | 4:39,93    |

Datum: 18. Januar 2020, 11:50 Uhr

#### Sprint Freistil
| Platz                       | Land | Athlet                  |
| --------------------------- | ---- | ----------------------- |
| Finale                      |      |                         |
| 1                           | SWE  | Edvin Anger             |
| 2                           | NOR  | Nikolai Elde Holmboe    |
| 3                           | NOR  | Aleksander Elde Holmboe |
| 4                           | SWE  | Albin Åström            |
| 5                           | SLO  | Anže Gros               |
| 6                           | FIN  | Alexander Ståhlberg     |
| im Halbfinale ausgeschieden |      |                         |
| 7                           | RUS  | Nikita Pissarew         |
| 8                           | RUS  | Ilja Tregubow           |
| 9                           | GER  | Elias Keck              |
| 10                          | SUI  | Antonin Savary          |
| 11                          | CZE  | Mathias Vacek           |
| 12                          | FIN  | Veeti Pyykko            |

Datum: 19. Januar 2020, 12:30 Uhr

#### 10 km klassisch
| Platz | Land | Athletin                | Zeit    |
| ----- | ---- | ----------------------- | ------- |
| 1     | RUS  | Ilja Tregubow           | 26:40,5 |
| 2     | GER  | Elias Keck              | 27:25,5 |
| 3     | USA  | Will Koch               | 27:29,5 |
| 4     | FIN  | Alexander Ståhlberg     | 27:32,5 |
| 5     | NOR  | Nikolai Elde Holmboe    | 27:35,6 |
| 6     | NOR  | Aleksander Elde Holmboe | 27:38,5 |
| 7     | SWE  | Edvin Anger             | 27:39,1 |
| 8     | RUS  | Alexei Loktinow         | 27:47,3 |
| 9     | FRA  | Luc Primet              | 27:53,7 |
| 10    | FRA  | Mattéo Correia          | 28:02,5 |

Datum: 21. Januar 2020, 13:00 Uhr

### Mädchen

#### Langlauf-Cross
| Platz | Land | Athletin             | Zeit (min) |
| ----- | ---- | -------------------- | ---------- |
| 1     | SUI  | Siri Wigger          | 4:39,95    |
| 2     | SWE  | Märta Rosenberg      | 4:40,72    |
| 3     | SWE  | Tove Ericsson        | 4:41,10    |
| 4     | USA  | Sydney Palmer-Leger  | 4:49,31    |
| 5     | NOR  | Anna Heggen          | 4:50,86    |
| 6     | RUS  | Jewgenija Krupizkaja | 4:51,58    |
| 7     | NOR  | Maria Hartz Melling  | 4:54,52    |
| 8     | GER  | Helen Hoffmann       | 4:56,64    |
| 9     | GER  | Lara Dellit          | 5:03,32    |
| 10    | GER  | Germana Thannheimer  | 5:19,42    |

Datum: 18. Januar 2020, 11:00 Uhr

#### Sprint Freistil
| Platz                       | Land | Athlet              |
| --------------------------- | ---- | ------------------- |
| Finale                      |      |                     |
| 1                           | SUI  | Siri Wigger         |
| 2                           | NOR  | Anna Heggen         |
| 3                           | SWE  | Märta Rosenberg     |
| 4                           | GER  | Lara Dellit         |
| 5                           | EST  | Johanna Udras       |
| 6                           | SWE  | Tove Ericsson       |
| im Halbfinale ausgeschieden |      |                     |
| 7                           | NOR  | Maria Hartz Melling |
| 8                           | POL  | Karolina Kaleta     |
| 9                           | GER  | Helen Hoffmann      |
| 10                          | GER  | Germana Thannheimer |
| 11                          | USA  | Sydney Palmer-Leger |
| 12                          | SUI  | Marina Kälin        |

Datum: 19. Januar 2020, 11:30 Uhr

#### 5 km klassisch
| Platz | Land | Athletin             | Zeit    |
| ----- | ---- | -------------------- | ------- |
| 1     | SWE  | Märta Rosenberg      | 14:15,7 |
| 2     | SUI  | Siri Wigger          | 14:28,4 |
| 3     | USA  | Kendall Kramer       | 14:36,3 |
| 4     | USA  | Sydney Palmer-Legier | 14:43,3 |
| 5     | NOR  | Maria Hartz Melling  | 14:50,3 |
| 6     | GER  | Germana Thannheimer  | 14:52,9 |
| 7     | NOR  | Tuva Rønning         | 14:53,0 |
| 8     | SWE  | Tove Ericsson        | 14:53,6 |
| 9     | NOR  | Anna Heggen          | 14:58,5 |
| 10    | GER  | Helen Hoffmann       | 14:59,5 |

Datum: 21. Januar 2020, 11:00 Uhr